# Cmentarz West Norwood
Cmentarz West Norwood (ang. West Norwood Cemetery, znany też jako South Metropolitan Cemetery) – cmentarz w Londynie, założony w 1836 roku i zaliczany do tzw. siedmiu wspaniałych (Magnificent Seven), czyli siedmiu wystawnych londyńskich cmentarzy, utworzonych w latach 30. i 40. XIX wieku w celu odciążenia przepełnionych cmentarzy przykościelnych. Pierwotnie stanowił własność prywatną, jednak w 1965 został skomunalizowany przez London Borough of Lambeth, na terenie której jest położony. 
Liczy 16 hektarów powierzchni. Do najciekawszych fragmentów cmentarza należą brama zaprojektowana przez Williama Tite'a oraz kwatera efektownych grobowców zbudowanych dla mieszkających w wiktoriańskim Londynie Greków. Cmentarz zasadniczo nie przyjmuje już nowych pochówków z powodu braku miejsca, natomiast wciąż działa zlokalizowane na jego terenie krematorium i możliwy jest pochówek urn z prochami.